# Абабиль
Аба́би́ль (араб. أبابيل‎) — арабское слово, означающее «стадо», «стая» (например, птиц, лошадей, верблюдов и т. д.). Слово абабиль редкое в арабском языке и в Коране употребляется только один раз в значении птиц, которые по воле Аллаха налетели на войско эфиопского военачальника Абрахи и уничтожили его (См. Асхаб аль-Филь). Эти события произошли незадолго до рождения пророка Мухаммада в год Слона.

Ты уже, о Мухаммад, достоверно узнал, что твой Господь сделал с владельцами слона, которые намеревались напасть на Запретный дом. ۝ Ты уже узнал, что Аллах отвёл их попытку и стремление разрушить Каабу, сделав их усилия тщетными, и они не достигли своей цели. ۝ Аллах направил на них из своего воинства птиц, которые налетали на них стаями – одна за другой – и окружили их со всех сторон, ۝ и бросали на них адские камни, ۝ и превратил их в подобие листьев растения, источенного вредителями.
—  105 (Аль-Азхар)
Анализ этого термина можно найти в комментариях к Корану (тафсирах) и толковых словарях арабского языка. Вероятней всего, это слово появилось в некоторых стихах доисламских арабских поэтов.